# Ейрік Улланн Андерсен
Ейрік Улланн Андерсен (норв. Eirik Ulland Andersen, нар. 21 вересня 1992, Раннерс, Данія) — норвезький футболіст, вінгер клубу «Молде».

## Ігрова кар'єра
Ейрік Андерсен народився в данському місті Раннерс та згодом переїхав до Норвегії у місто Геугесунн, де почав займатися футболом у місцевому клубі «Вард Геугесунн». У 2010 році футболіст підписав контракт з клубом Тіппеліги «Геугесунн», у складі якого у квітні 2011 року дебютував у вищому дивізіоні. У 2012 році Андерсен був відправлений в оренду у свій колишній клуб «Вард Гаугесун», з яким пізніше підписав контракт на постійній основі і допоміг клубу піднятися до Першого дивізіону. Після чого ще три сезони провів в іншому клубі Першого дивізіону «Годд».
Влітку 2016 року футболіст підписав контракт з клубом Тіппеліги «Стремсгодсет», з яким у 2018 році грав у фіналі національного Кубка.
Перед початком сезону 2019 року Андерсен підписав чотирирічний контракт з клубом «Молде». 31 березня зіграв першу гру в новій команді. Через важку травму Андерсен пропустив другу половину сезону 2019 року. У складі «Молде» футболіст ставав чемпіоном країни та вигравав Кубок Норвегії. Також дебютував на міжнародній арені у матчах єврокубків.

## Титули
Молде
 Чемпіон Норвегії (2): 2019, 2022
 Переможець Кубка Норвегії: 2021/22

## Приватне життя
До 10-річного віку Ейрік Улланд жив у Данії, його батько данець за походженням. Його старший брат Андреас Улланд Андерсен також професійний футболіст.